# Ganlan (köpinghuvudort i Kina, Zhejiang Sheng, lat 30,10, long 122,14)
Ganlan är en köpinghuvudort i Kina. Den ligger i provinsen Zhejiang, i den östra delen av landet, omkring 190 kilometer öster om provinshuvudstaden Hangzhou. Antalet invånare är 12 241. Befolkningen består av 5 809 kvinnor och 6 432 män. Barn under 15 år utgör 10,0 %, vuxna 15-64 år 76 %, och äldre över 65 år 12,0 %.
Runt Ganlan är det mycket tätbefolkat, med 1 056 invånare per kvadratkilometer. Närmaste större samhälle är Lincheng, 13,3 km sydost om Ganlan. I omgivningarna runt Ganlan växer i huvudsak blandskog.
Genomsnittlig årsnederbörd är 1 673 millimeter. Den regnigaste månaden är juni, med i genomsnitt 332 mm nederbörd, och den torraste är januari, med 48 mm nederbörd.